# Tirotricina

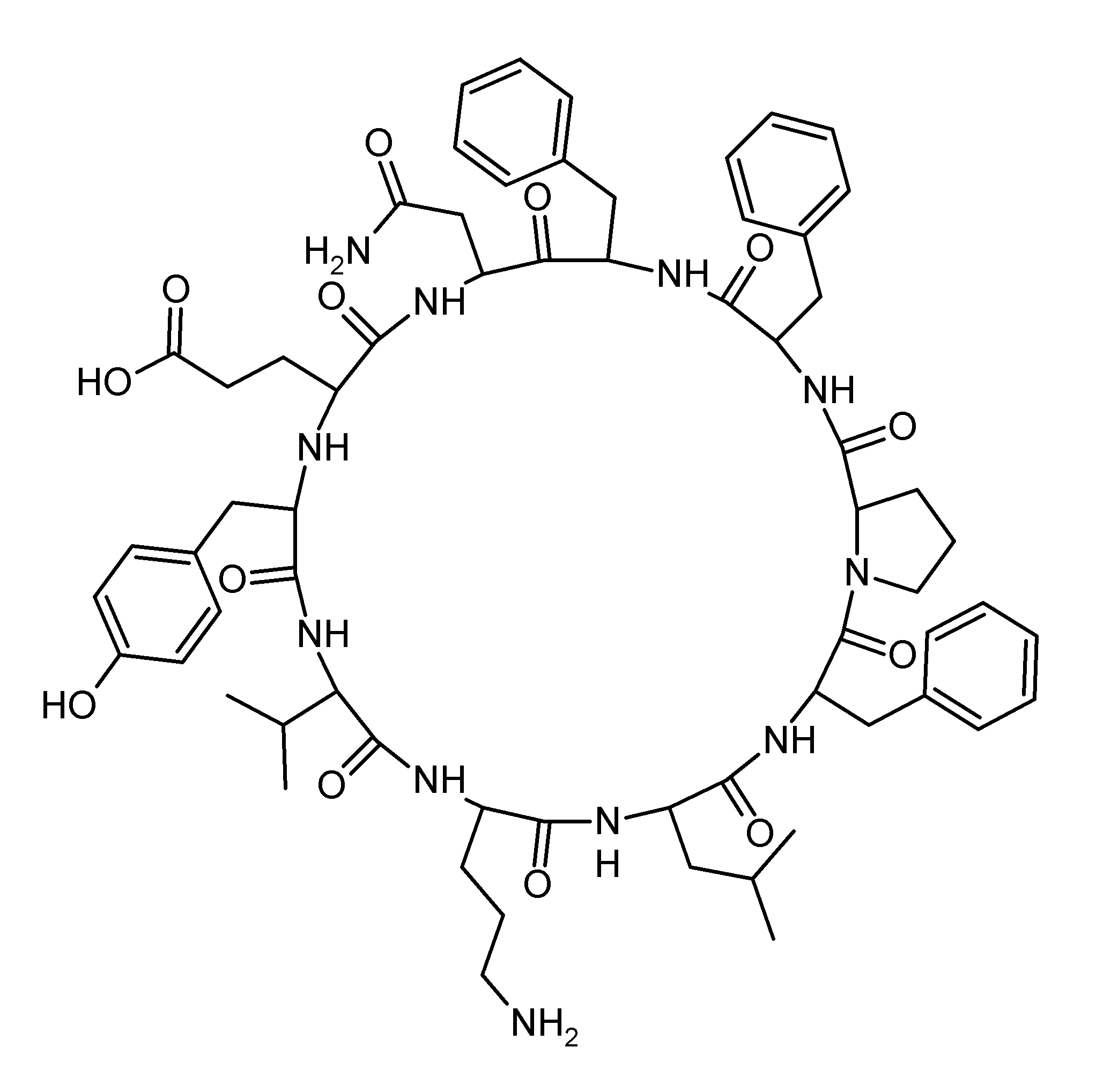
Fórmula estrutural do componente Tirocidina A

Tirotricina é um fármaco usado como antimicrobiano e antibiótico que contém dois componentes: gramicidina e tirocidina. O uso de longa duração de pastilhas contendo tirotricina para alívio da dor de garganta pode proporcionar condições para a instalação de uma infecção conhecida como colite pseudomembranosa.
Esse antibiótico também é produzido por bactérias. É um dos mais antigos antimicrobianos conhecidos e atualmente é utilizado  exclusivamente para tratamentos locais devido à sua toxicidade.